# エルフィ・ドネリー
エルフィ・ドネリー（Elfie Donnelly、1月14日 - ）は、イギリス生まれのドイツの小説家、脚本家。1978年、ドイツ児童文学賞受賞。

## 経歴
26歳で『さよならおじいちゃん……ぼくはそっといった』を初出版した。同書は1978年、ドイツ児童文学賞を受賞した。翌年テレビシリーズとなり、同番組はアドルフ・グリム賞を受賞した。
ドネリーは2つのシリーズ作品で有名である。『ゾウのベンジャミン』 (Benjamin Blümchen) は小さな象ベンジャミンが主人公の物語で、60冊を超えるシリーズとなっている。『ビビ・ブロックスベルク』 (Bibi Blocksberg) は小さな魔女ビビが主人公の物語で、40冊を超えるシリーズとなっている。
ドネリーは『ビビ・ブロックスベルク』のラジオドラマ脚本で人気を獲得し、同シリーズはアニメーション番組、実写ドラマ、映画が相次いで製作された。またこのシリーズは他の脚本家たちによっても映像化され、Bibi und Tina のシリーズが、アニメーション、実写ドラマ、映画（4作）として長寿作品となっている。

## 作品
- さよならおじいちゃん……ぼくはそっといった（さ・え・ら書房）
- リトル・ウィッチ ビビと魔法のクリスタル（映画）
- 小さな魔法使いと秘密の城 リトル・ウィッチ2（映画）
- 女の子はサンタクロースになれないの？（国土社）
- 赤い靴下（さ・え・ら書房）
- わたしはふたつにわれない（さ・え・ら書房）

## ビビ・ブロックスバーグ
1980年代、エルフィ・ドネリー原作のラジオドラマが放送された。ビビはこの物語に登場する主人公であり、魔法少女である。現在も制作は続いており、全155話が公開されている。当初はEene meene Hexereiという名前で制作されていた。絵本（出版元：シュナイダー・ブッシュ）やコミック（出版元：バスタイ・バーラグ（1991年 - 1996年）、エグモント・エハバ（1997年 - 2013年）、ブルー・オーシャン（2014年 - ））が発売されたほか、1995年には全60話のテレビアニメも放送され、実写映画も公開された。日本では実写映画だけが公開されたため、他のシリーズは公開されなかった。
ラジオドラマ版
- ビビ・ブロックスバーグ - スザンナ・ボナセヴィッチ （第1話 - 第2話、第6話）、カチャ・ノットケ （第3話 - 第5話）
- ベルンハルト・ブロックスベルク - グイド・ウェーバー（第1話 - 第90話）、ボド・ウルフ（第93話 - 第152話）、ロビン・ブロッシュ(Bibi Blocksberg erzählt 19 - Irlandgeschichten)
- バーバラ・ブロックスバーグ - ヘルガルト・ブリュックハウス（第1話 - 第90話）、ガブリエーレ・シュトライヒハーン（第93話）
- ボリス・ブロックスバーグ - フランク・シャフ（第1話 - 第7話）

テレビアニメ版
- ビビ・ブロックスバーグ - スザンナ・ボナセヴィッツ
- バーバラ・ブロックスバーグ -  ハルガード・ブルックハウス（シーズン1 - シーズン2）、ガブリエレ・シュトライヒハーン （シーズン3 - シーズン5）
- ベルンハルト・ブロックスバーグ - グイド・ウェーバー（シーズン1 - シーズン2）、ボド・ウルフ（シーズン3 - シーズン5）
- カール・コルムナ - ギセラ・フリッチ（シーズン1 - シーズン4）、ウルリケ・シュトゥルツベッヒャー (シーズン5)
- ブルーノ・プレサック市長 - ハインツ・ガイセ (シーズン1 - シーズン2)、ローランド・ヘンモ（シーズン3 - シーズン5）